# آقای تقلب
آقای تقلب (انگلیسی: Mr. Fraud) یک فیلم در ژانر جنایی و هیجانی به کارگردانی بی. اونیکریشنان محصول سال ۲۰۱۴ است.

## بازیگران
- موهن لال
- میا جورج
- ویجای بابو
- دو گیل
- مانجاری فاندیس
- پالاوی پوروهیت